# Omorgus monachus
Omorgus monachus là một loài bọ cánh cứng trong họ Trogidae.

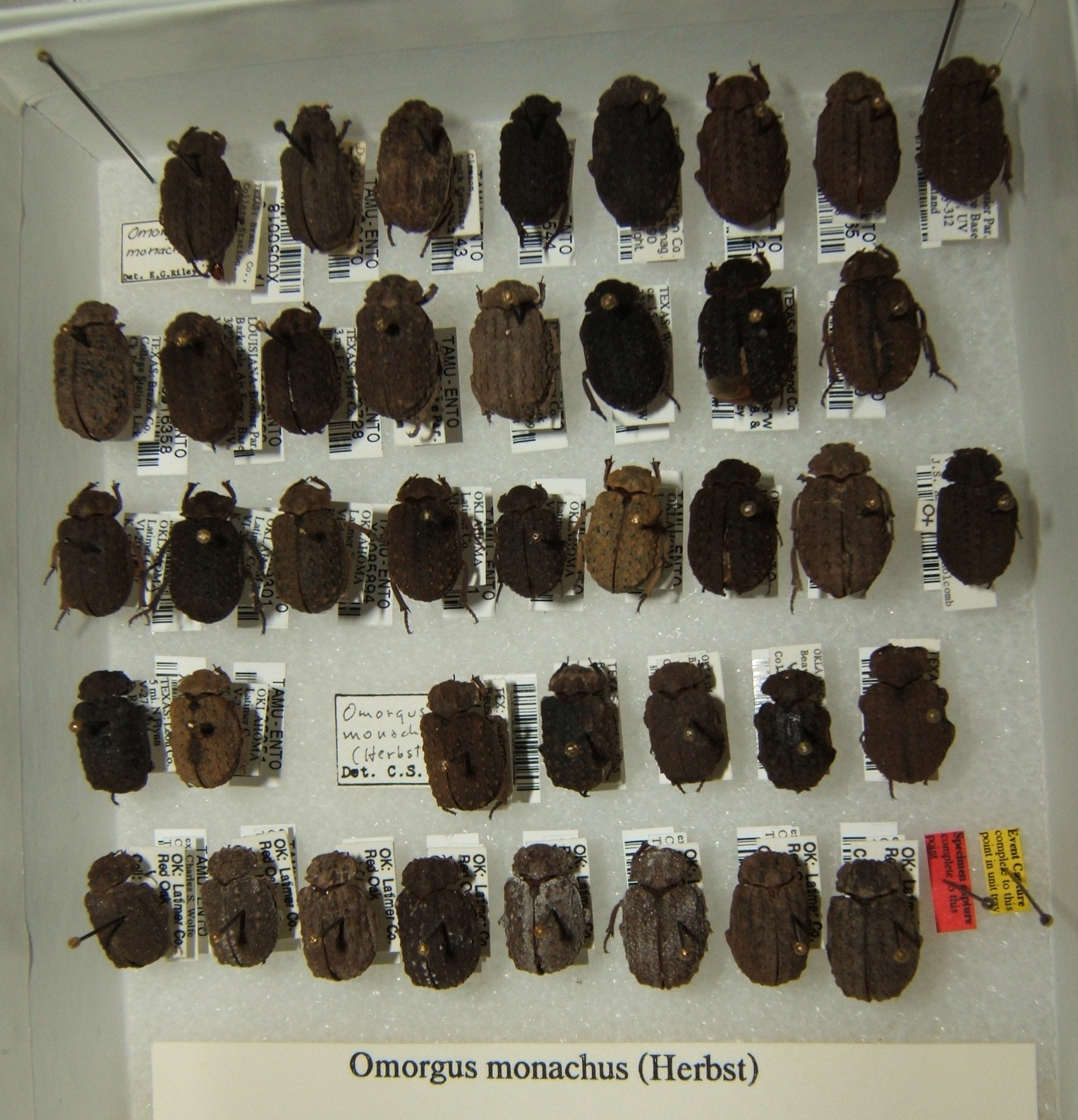
Omorgus monachus variation